# Macropodanthus alatus
Macropodanthus alatus är en orkidéart som först beskrevs av Richard Eric Holttum, och fick sitt nu gällande namn av Gunnar Seidenfaden och Leslie Andrew Garay. Macropodanthus alatus ingår i släktet Macropodanthus och familjen orkidéer. Inga underarter finns listade i Catalogue of Life.